# Mauro Jöhri

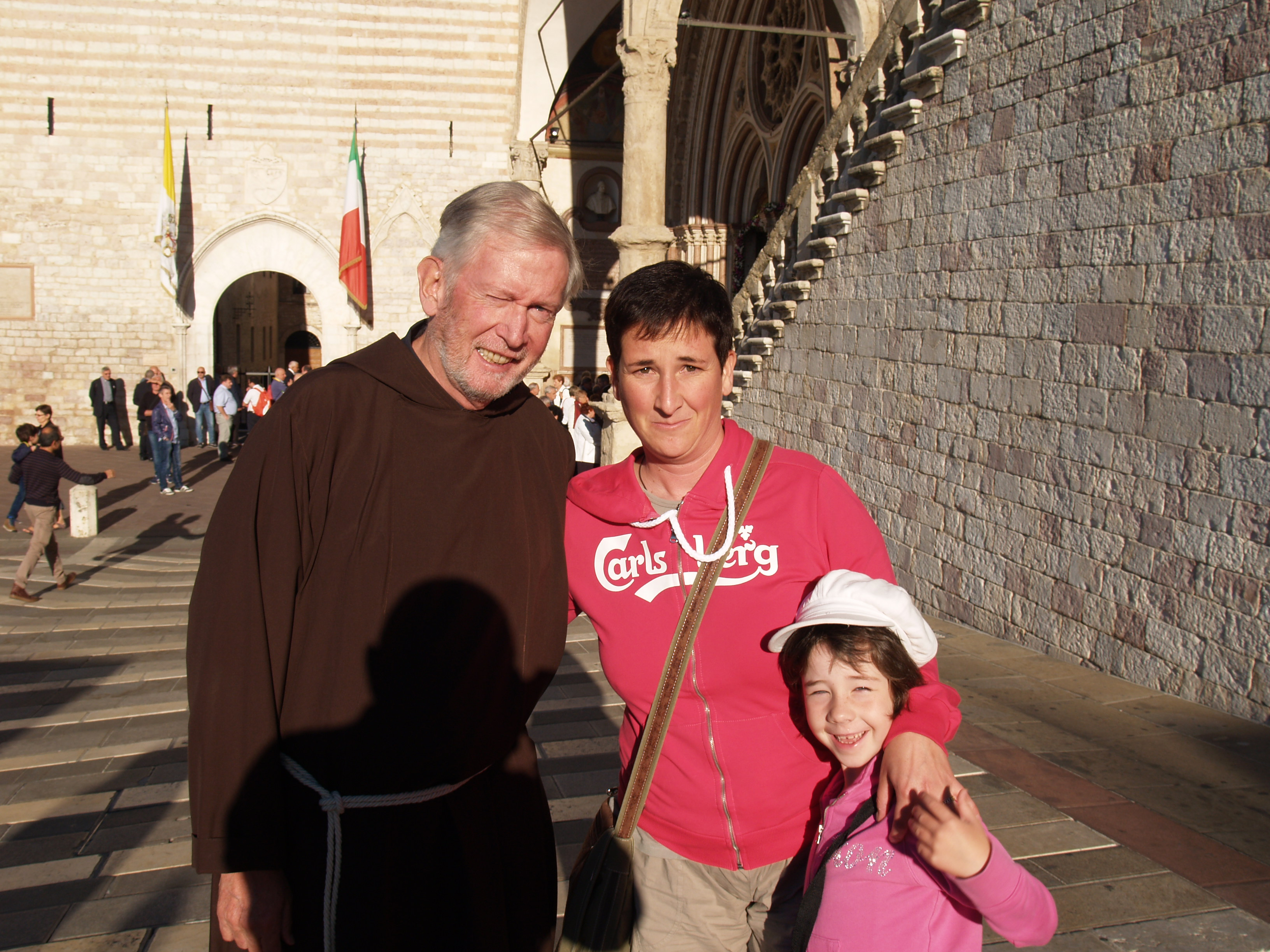
P. Mauro Jöhri in Assisi (2016)

Mauro Jöhri OFMCap (* 1. September 1947 in Bivio, Graubünden, Schweiz) ist ein Schweizer Kapuziner und Professor für Theologie. Er leitete von 2006 bis 2018 als Generalminister den Kapuzinerorden.

## Leben
Jöhri wurde im Bündner Bergdorf Bivio geboren, das als einziges Dorf im romanischen Sprachgebiet eine italienisch/deutsche Primarschule hat. Er beherrscht heute alle vier Schweizer Landessprachen. Das Gymnasium besuchte er in Faido im Tessin. 1964 trat er ins Noviziat der Kapuziner ein. Er studierte Theologie erst am ordenseigenen Institut im Kapuzinerkloster Solothurn und nach seiner Priesterweihe 1972 in Fribourg, Tübingen und Luzern, wo er 1980 mit einer Arbeit über die Theologie des Kreuzes im Werk von Hans Urs von Balthasar promoviert wurde.
In den nächsten Jahren lebte er im Kloster Madonna del Sasso in Locarno, wo er Religionsunterricht erteilte. Dann lehrte er während zehn Jahren Dogmatik und Fundamentaltheologie an der Theologischen Hochschule Chur und war anschliessend einige Jahre Professor für Theologie an der Universität Lugano.
1989 wurde er zum Superior und 1995 zum Provinzial der Schweizer Kapuzinerprovinz gewählt. In diesem Amt war er auch Präsident der Vereinigung der Ordensoberen der Schweiz.
2004 gehörte er zur Kommission für die Überarbeitung der Konstitutionen und Verfassung des Ordens.
Es folgte eine Weiterbildung  am Institut de formation humaine intégrale in Montreal, bevor er 2005 wieder zum Provinzial der Schweizer Kapuzinerprovinz und 2006 zum Generalminister des Kapuzinerordens mit Sitz in Rom gewählt wurde. Im November 2015 wurde er für die Amtszeit von 2016 bis 2018 als Nachfolger von Adolfo Nicolás zum Präsidenten der Union der Generaloberen (USG) gewählt.
Im Jahr 2018 kehrte er als einfacher Kapuziner ins Kloster Madonna del Sasso zurück. Er lebt heute (2024) in Orselina.

## Schriften
- Descensus Dei: teologia della croce nell’opera di Hans Urs von Balthasar. Roma: Libr. Ed. della Pontificia Univ. Lateranense 1981 (Diss. Luzern 1980)
- Hans Urs von Balthasar (1905-1988). Eine katholische „dialektische Theologie“. In: Stephan Leimgruber und Max Schoch (Hgg.): Gegen die Gottvergessenheit: Schweizer Theologen im 19. und 20. Jahrhundert. Basel u. a.: Herder 1990, S.

 420–439